# Dorfkirche Lübars (Berlin)

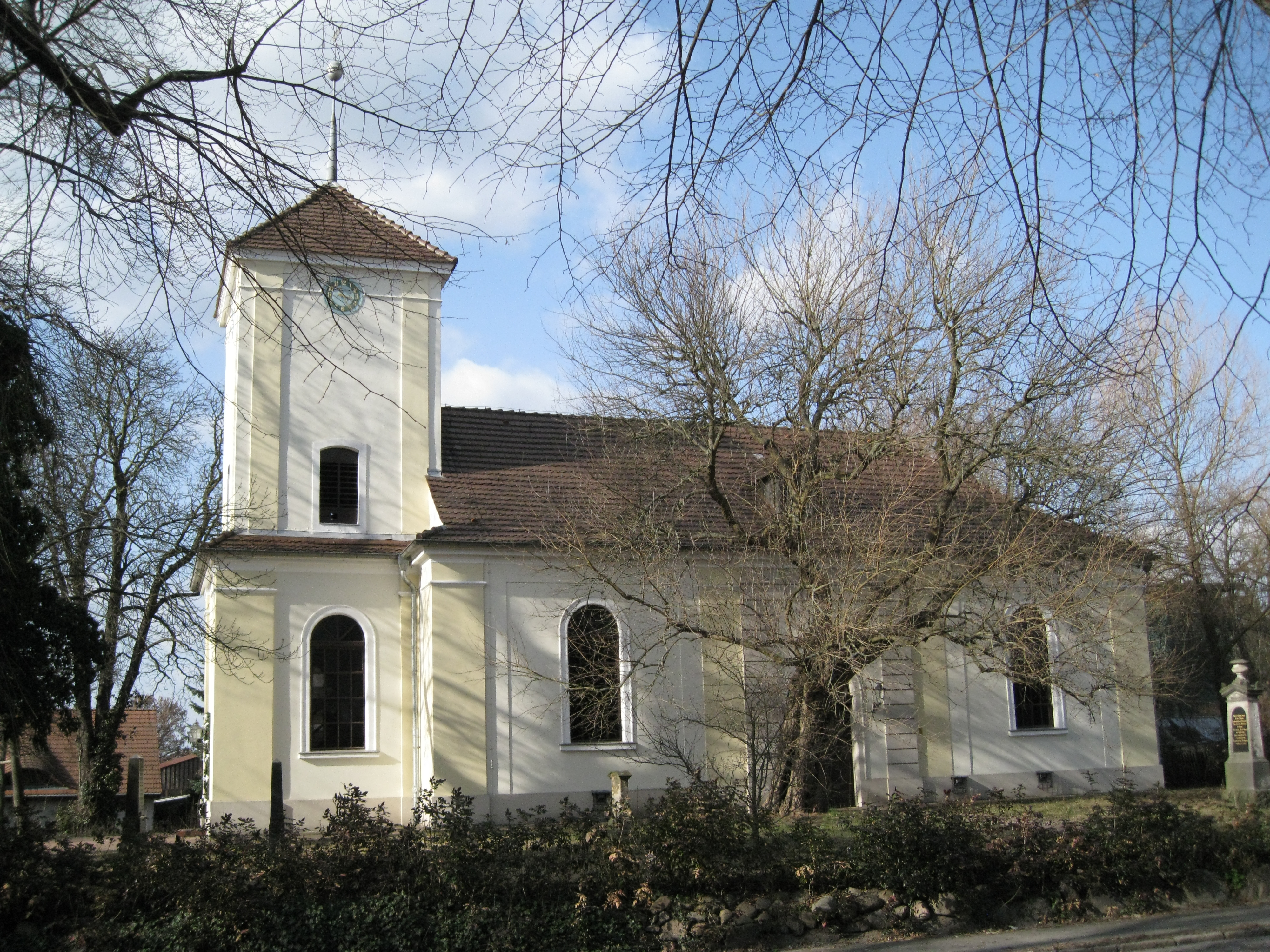
Kirchenschiff der Dorfkirche Lübars

Die Dorfkirche Lübars auf dem Dorfanger Alt-Lübars ist eine der über 50 Dorfkirchen in Berlin. Die einfache Saalkirche mit vorgelagertem Turm vertritt einen Kirchentyp, wie er in den Dorfkirchen der Mark Brandenburg der Barockzeit häufig angetroffen wird. Die im Zweiten Weltkrieg beschädigte Kirche wurde von 1950 bis 1956 restauriert. Der Ortskern des Berliner Ortsteils Lübars mit dem Dorfanger steht unter Denkmalschutz.

## Die Geschichte des Kirchenschiffs
Das 1247 erstmals urkundlich erwähnte Dorf Lübars hat schon im Mittelalter eine Dorfkirche aus Holz oder aus Fachwerk gehabt, denn im Landbuch Karls IV. (1375) werden vier Pfarrhufen genannt. Über ihre Erbauungszeit und ihre mittelalterliche Form ist nichts bekannt. In der frühen Neuzeit (vermutlich nach dem Dreißigjährigen Krieg) erhielt sie eine Fachwerkkirche, die 1790 abbrannte. Der Nachfolgebau der evangelischen Dorfkirche, eine einfache Saalkirche mit vorgesetztem quadratischen Turm, weist noch alle stilistischen Merkmale des Barock in preußisch-strenger Ausprägung auf. Sie wurde von 1791 bis 1794 auf den Grundmauern der 1790 bei einem Großfeuer abgebrannten Fachwerkkirche aus Stein errichtet. Bei der 1983 durchgeführten Putzerneuerung wurde das Mauerwerk freigelegt, und es zeigten sich horizontale Abschnitte unterschiedlichen Ziegelmaterials. Die Wände sind durch die Fenster und Risalite des heutigen Baues vertikal eingeschnitten. Das wiederverwandte massive Mauerwerk des Vorgängerbaus befindet sich nur in der Sockelzone. In der äußeren Gliederung des Kirchenschiffs wird der mittlere Teil durch Risalite, die nur geringfügig aus der Wand hervortreten, herausgehoben. Die Risalite werden von Lisenen flankiert. Auf der Nordseite befindet sich in diesem Risalit ein Rundbogenfenster, auf der Südseite ein aufwendig gestaltetes Seitenportal. Das Westportal am Turm ist dagegen vergleichsweise schlicht.

## Der Turm

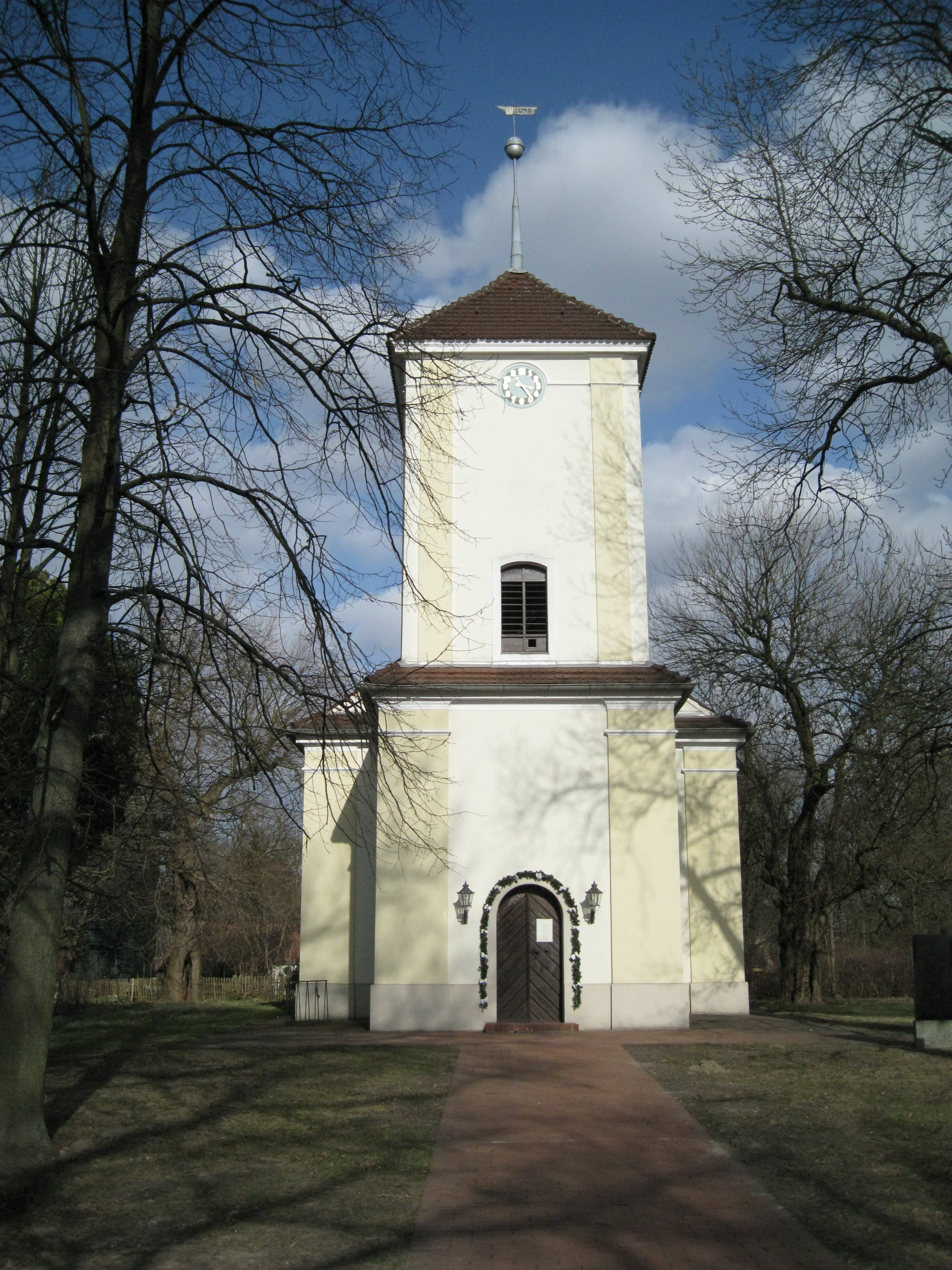
Turm der Dorfkirche Lübars

Der Turm ist zweigeschossig und hat einen quadratischen Grundriss. Die Lisenen seines unteren Teils entsprechen denen des Kirchenschiffes. Das Unter- und das etwas zurückgesetzte Obergeschoss trennt ein Pultdachstreifen in Höhe des Dachbodens des Kirchenschiffs. Die Fenster an den Seiten des Untergeschosses des Turms gleichen denen des Kirchenschiffs. Unterhalb des Traufgesimses des vierseitigen Pyramidendaches sind die Zifferblätter der Turmuhr angebracht. Die Unterkante des Traufgesimses, das dem des Kirchenschiffs gleicht, reicht bis zur Mitte der Zifferblätter. Die Turmspitze hat einen Knauf und eine Windfahne mit der Jahreszahl 1793. Das rundbogige Portal mit seinen hölzernen diagonal beplankten Flügeltüren und ihren schmiedeeisernen Beschlägen stammt aus der Zeit des Baus der Kirche. Von der Turmhalle führt eine Treppe zur Empore und zum Glockengeschoss.
In Höhe des Dachraumes der Kirche befindet sich die Glockenstube, die an allen drei freien Seiten Schallöffnungen mit Segmentbögen hat. In ihr hängen drei Glocken.
| Gießer                  | Gussjahr | Material      | Schlagton | Gewicht | Durchmesser | 0Höhe0 | Krone       |
| ----------------------- | -------- | ------------- | --------- | ------- | ----------- | ------ | ----------- |
| Franz Schilling         | 1907     | Bronze        | f″        | 97 kg   | 54 cm       | 44 cm  | 10 cm       |
| Petit & Gebr. Edelbrock | 1980     | Bronze        | d″        | 220 kg  | 67 cm       | 58 cm  | 12 cm       |
| Franz Weeren            | 1954     | Eisenhartguss | a″        | 203 kg  | 77 cm       | 60 cm  | keine Krone |

## Das Innere

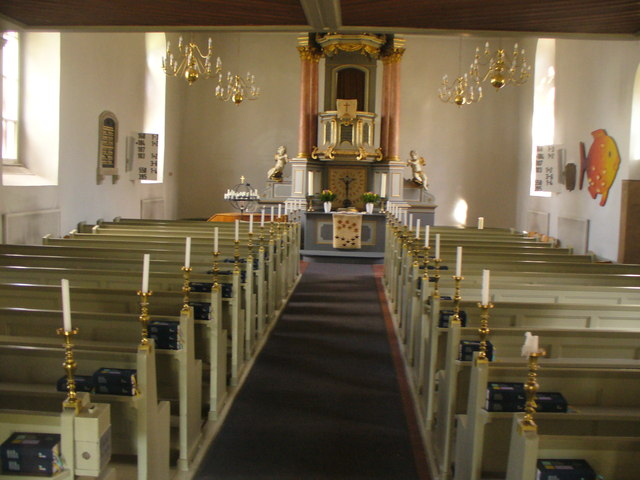
Das Innere der Dorfkirche Lübars

Das Innere ist durch die Ausrundung der Ecken gekennzeichnet, ein im Barock gepflegtes Motiv. Der barocke Kanzelaltar löste nach der 1956 durchgeführten Erneuerung der Kirche den einfachen Vorgänger ab. Er war ursprünglich 1739 von Friedrich Wilhelm I. der Gertraudenkirche am Spittelmarkt gestiftet worden. Nach dem Abriss der Kirche wegen einer Platzumgestaltung gelangte er 1881 in den Betsaal des als St. Gertraud-Stiftung bekannten Gertraudenhospitals in Berlin-Kreuzberg. Er wurde auf den Dachboden verbannt, nachdem das Hospital 1945 unter die Verwaltung des Kreuzberger Krankenhauses Am Urban kam. Später lagerte der Altar in einem Magazin des Landeskonservators. Zur Aufstellung musste er wegen der geringen Höhe des Raums umgebaut werden. Einige Teile waren inzwischen verlorengegangen. Das Altarkreuz von 1717 ist wahrscheinlich ebenfalls aus der Berliner Gertraudenkirche gekommen. Die Gemeinde besitzt noch aus der Vorgängerkirche zwei Bronzeleuchter aus dem 15. oder 16. Jahrhundert. Aus der 1790 abgebrannten Kirche ist auch noch eine Eichentruhe erhalten, in der ursprünglich das Altarsilber verwahrt wurde. Der Taufstein vor dem Altar, der eine neogotische, versilberte Messingtaufschale aufnimmt, ersetzt seit 1967 einen Vorgänger aus Holz. Das barocke Putzprofil zwischen Wand und Decke kam erst 1965 dazu, als auch der Fußboden und die Fenster erneuert wurden.